# Temps de récupération
 (septembre 2018).
Si vous disposez d'ouvrages ou d'articles de référence ou si vous connaissez des sites web de qualité traitant du thème abordé ici, merci de compléter l'article en donnant les références utiles à sa vérifiabilité et en les liant à la section « Notes et références ».
Pour les articles homonymes, voir Récupération.
Le temps de récupération est la durée nécessaire pour qu'un moyen de cuisson, tel que la graisse ou l'eau, revienne à la température de cuisson désirée après qu'on y ait plongé des aliments. 
Le terme concerne également le temps de récupération d'un four, temps nécessaire pour qu'il revienne à sa température de cuisson préréglée après qu'il a été ouvert.

## Par moyen de cuisson

### Bouillir et blanchir

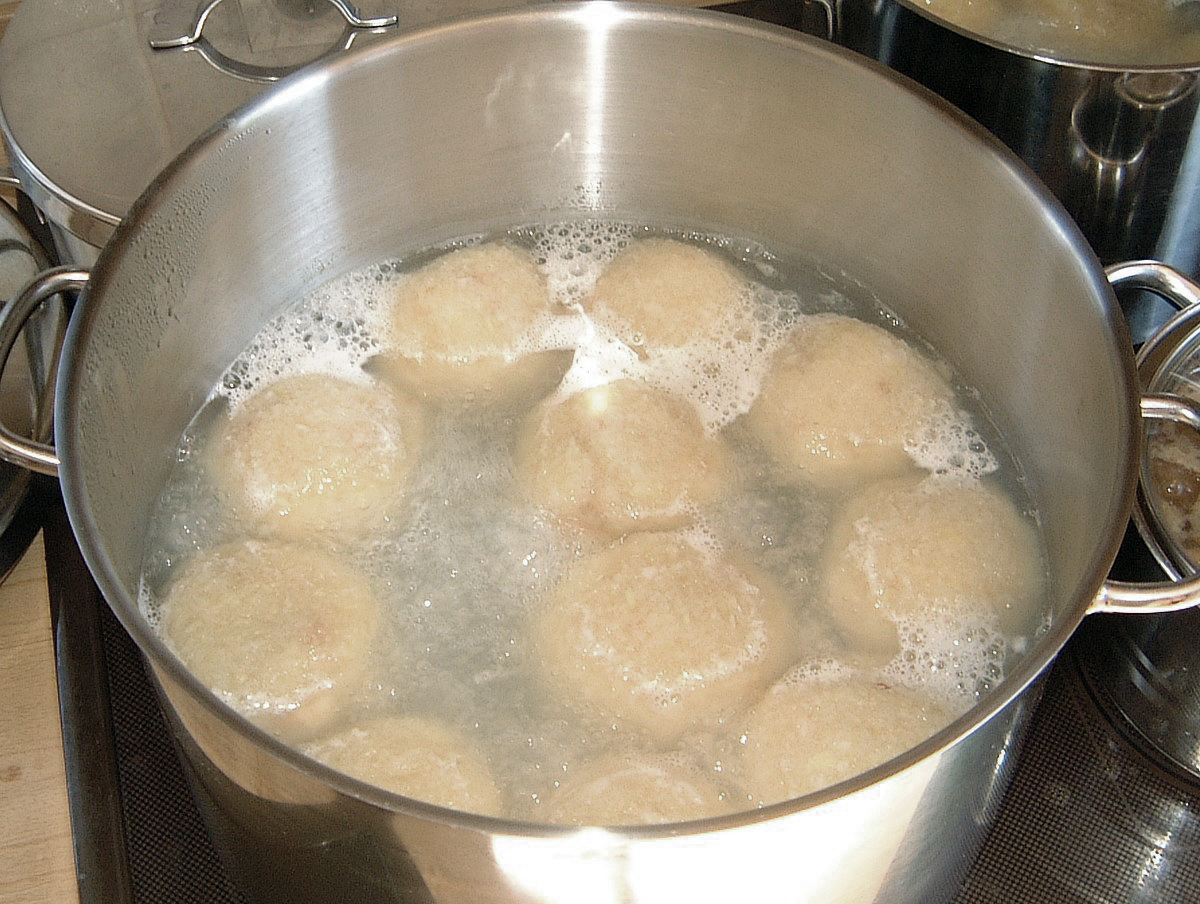
Boulettes de pommes de terre bouillies

L'eau bouillante a un temps de récupération lorsque des aliments y sont plongés, en particulier de grandes quantités d'aliments. Des méthodes efficaces pour réduire le temps de récupération consistent à utiliser une plus grande quantité d'eau, à cuire une quantité moindre d'aliments à la fois et à utiliser une source de chaleur plus forte. Les équipements utilisés en milieu industriel ou de restauration présentent un temps de récupération, nécessaire pour que le liquide utilisé revienne à la température de cuisson appropriée.

### Friteuse
Les friteuses ont un temps de récupération après l'immersion des aliments. Un temps de récupération plus court réduit le temps de cuisson, ce qui réduit la quantité d'huile absorbée par les aliments frits. Cela se traduit par un produit de qualité supérieure par rapport aux aliments frits saturés en huile, et réduit également la quantité d'huile consommée par la cuisson. Il a été démontré que l'utilisation d'un rapport de la teneur en nourriture de 1: 6 par rapport à la teneur en huile minimisait le temps de récupération dans les friteuses.

### Four

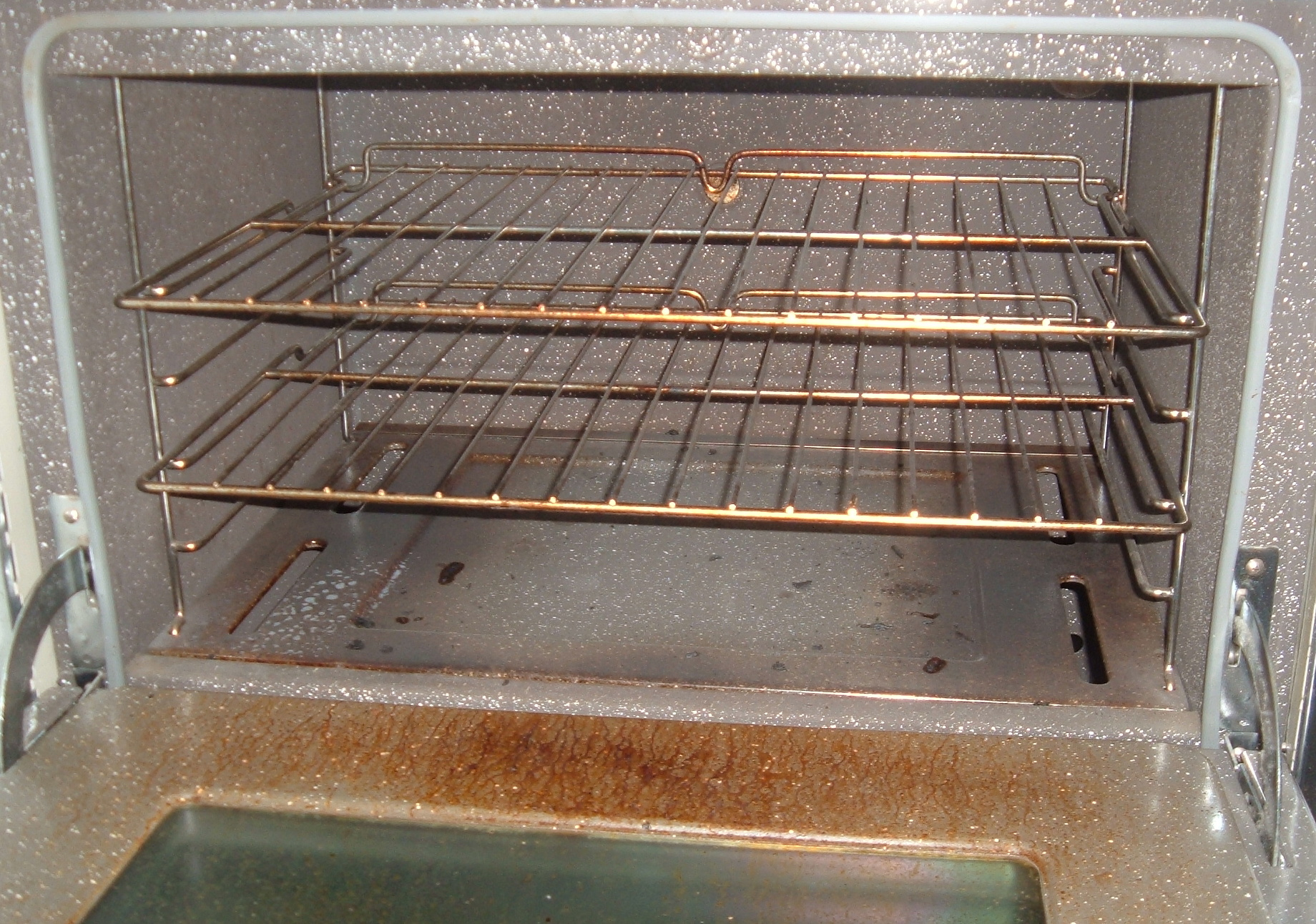
L'ouverture d'un four crée un temps de récupération.

Les fours ont un temps de récupération après l'ouverture. L'ouverture de la porte d'un four peut en réduire la température interne jusqu'à 50° F (30 °C). Les méthodes permettant de réduire ce temps de récupération consistent à mettre en place une pierre de cuisson ou pierre à pizza, des carreaux de céramique ou un insert en brique dans le four, qui servent à réduire le temps de récupération grâce à leurs propriétés de rétention de la chaleur.